# Kaninchen

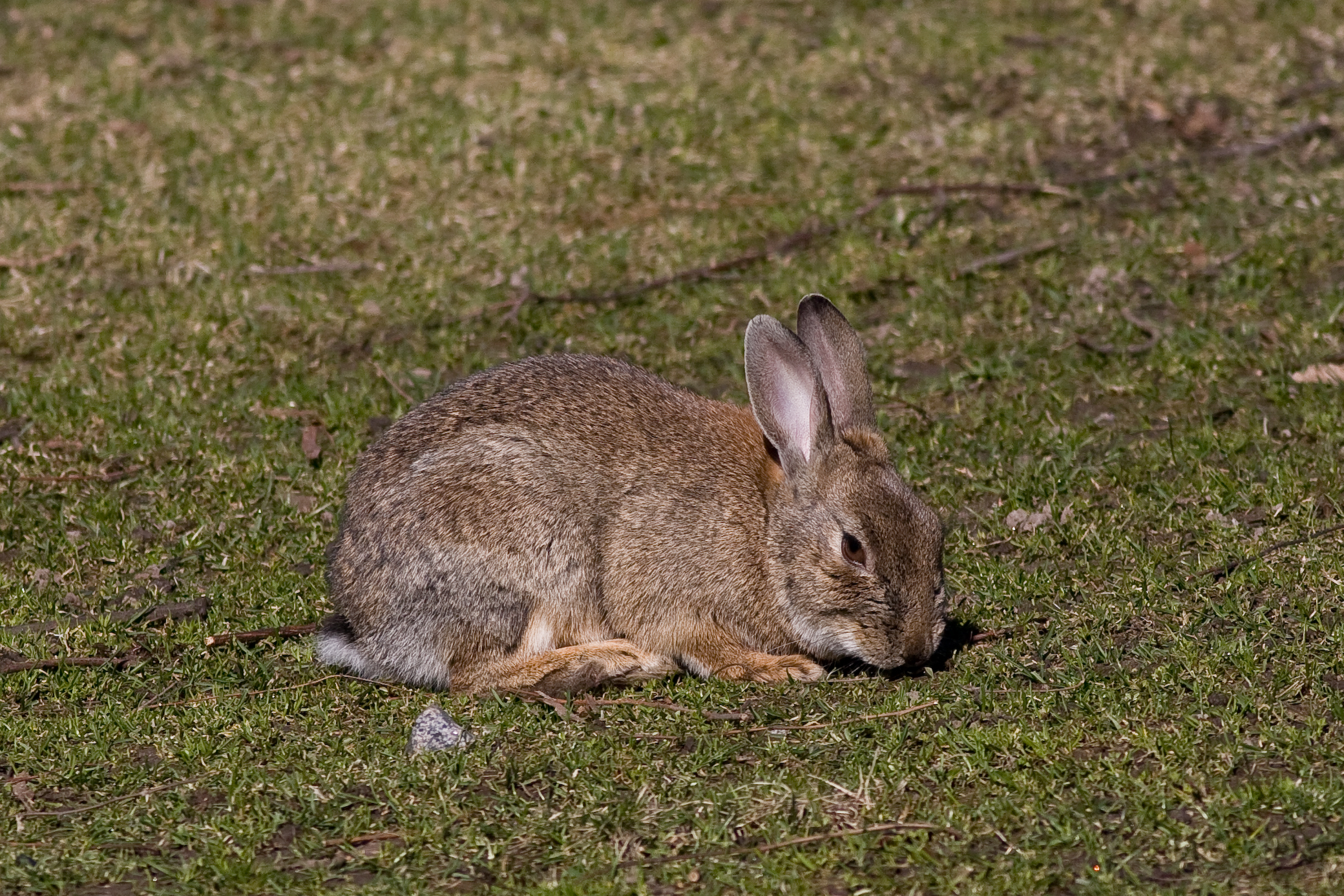
Das Wildkaninchen ist eine der als Kaninchen bezeichneten Arten.

Als Kaninchen bezeichnet man Gattungen und Arten aus der Familie der Hasen (Leporidae); sie gehören zu den Säugetieren. Die Kaninchen sind keine systematische Gruppe (Taxon), denn es werden neben dem Wild- und dem Hauskaninchen einige nicht nahe verwandte Arten als Kaninchen bezeichnet.

## Etymologie
- Latein cuniculus (> altgriechisch κύνικλος, kýniklos, κόνικλος, kóniklos) > altfranzösisch conin > mittelniederdeutsch kanin, Diminutiv kaninchen (ostmitteldeutsch caninichen) > neuhochdeutsch Kaninchen

Kaninchen stammt über altfranzösisch conin von lateinisch cuniculus ab, was „Kaninchen“ bedeutet, aber auch „unterirdischer Gang“ oder „Stollen“, was darauf Bezug nimmt, dass Kaninchen Gänge im Erdreich graben und unterirdische Baue anlegen. Der Grieche Polybios bezeichnet das Kaninchen in der Mitte des zweiten Jahrhunderts v. Chr. als kyniklos.
Die weitere Herkunft des Worts cuniculus ist umstritten. Möglicherweise haben die Römer es von den Iberern oder Ligurern (als nicht indogermanisches Lehnwort) übernommen; dies meint z. B. der römische Schriftsteller Plinius. Das lateinische Wort cuniculus wäre dann ein sogenanntes kulturelles Wanderwort, das die Römer gemeinsam mit dem Tier (das sie nicht kannten und erst in Spanien kennenlernten) übernommen hätten. Auch der Duden vermutet einen iberischen Ursprung. Andere leiten conin und cuniculus von einer (nur erschlossenen, nicht überlieferten) gallischen Wortform *kuniko ab, die von indogermanisch *kuon „Hund“ herzuleiten wäre (griech. κύων, kýon, lat. canis).
Bezeugt ist das deutsche Wort Kaninchen seit dem 16. Jahrhundert, gebildet aus mittelniederdeutsch kanin und dem Suffix -chen. In der Bibelübersetzung von 1534 erwähnt Luther Caninichen als unreine Tiere, da sie „wiederkäuen“, aber die Klauen nicht spalten.
Neben kanin gab es die Variante künglein und die süddeutschen Bezeichnungen kün(i)g (schwäbisch), chüngel (schweizerisch) und chinigl (südbairisch). Diese sekundär auf „König“ bezogenen Bezeichnungen wurden z. B. in das polnische królik [ˈkru:li:k] lehnübersetzt. Im Mittel- und Norddeutschen entstanden die Formen Kanickel und (mit eingeschobenem r) Karnickel. Der Begriff Kanin ist heute noch in der Pelzbranche geläufig (Kaninfell, Kaninmantel).
Das Land Spanien verdankt seinen Namen den Kaninchen. Diese erinnerten die Phönizier auf ihren Seefahrten an die – nicht verwandten – Schliefer (phönizisch schapan) in ihrer Heimat. Daher nannten sie das Land Ishapan, was die Römer in Hispania umwandelten.

## Systematik

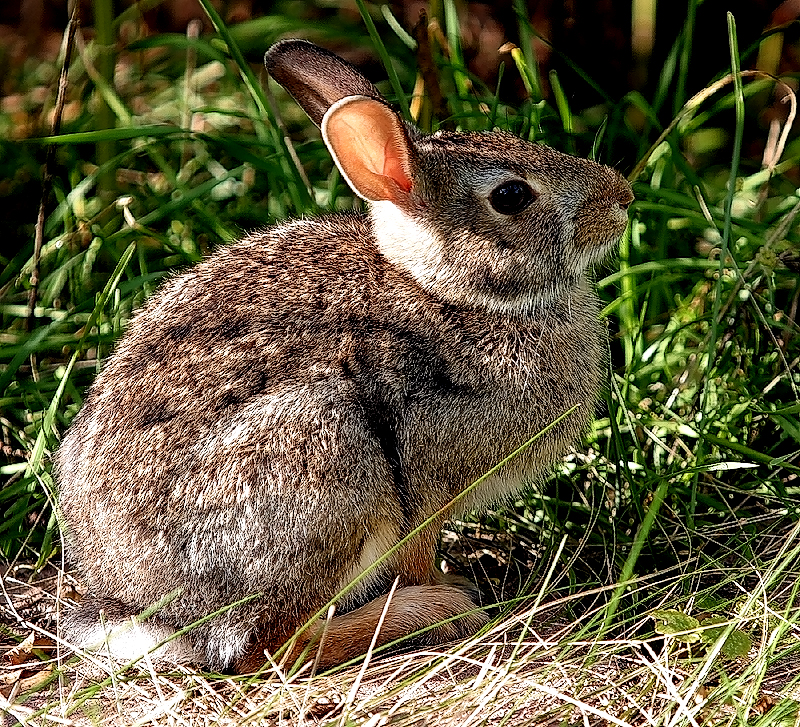
Baumwollschwanzkaninchen

Innerhalb der Familie der Hasen (Leporidae) werden mehrere Gattungen als „Kaninchen“ und mehrere als „Hasen“ bezeichnet. Weder „Kaninchen“ noch „Hasen“ sind dabei systematische Gruppen, das heißt, sie sind nicht näher miteinander verwandt als mit den anderen Tieren aus der Familie der Hasen. Das wird auch daran ersichtlich, dass die Rotkaninchen manchmal als „Wollschwanzhasen“ bezeichnet werden.
Als Kaninchen werden bezeichnet:
- das Wildkaninchen (Oryctolagus cuniculus) sowie dessen Zuchtform, das als Heimtier beliebte Hauskaninchen
- das Ryukyu-Kaninchen (Pentalagus furnessi)
- die Rotkaninchen (Pronolagus) mit drei Arten
- die Streifenkaninchen (Nesolagus) mit zwei Arten
- das Vulkankaninchen (Romerolagus diazi)
- das Zwergkaninchen (Brachylagus idahoensis) – die im Tierhandel angebotenen Zwergkaninchen sind keine Vertreter dieser Art, sondern eine Variante der Hauskaninchen
- die Baumwollschwanzkaninchen (Sylvilagus) mit 17 Arten
- das Buschkaninchen (Poelagus marjorita)
- das Borstenkaninchen (Caprolagus hispidus)

Das Ryukyu-Kaninchen und die Rotkaninchen bilden zusammen mit dem Buschmannhasen (Bunolagus monticularis) die Palaeolaginae, eine der beiden Unterfamilien der Leporidae. Alle anderen Gattungen werden mit den Echten Hasen (Lepus), zu denen beispielsweise auch der Feldhase (Lepus europaeus) zählt, zur zweiten Unterfamilie, den Leporinae, zusammengefasst.
Es lassen sich einige Merkmale anführen, die entscheiden, ob eine Gattung als Hase oder Kaninchen bezeichnet wird:
- Hasen haben in der Regel längere Ohren im Verhältnis zum Kopf.
- Hasen haben in der Regel kräftigere Hinterbeine im Verhältnis zur Gesamtkörperlänge.
- Hasen sind in der Regel etwas größer.
- Im Bereich des Schädels verfügen Hasen über einen kürzeren Jochbeinfortsatz und ein breiteres Gaumendach im Vergleich zu Kaninchen der Gattung Oryctolagus cuniculus.
- Einige Kaninchen kommen nackt und blind zur Welt und sind Nesthocker, während neugeborene Hasen ein Fell und offene Augen haben und Nestflüchter sind.
- Einige Kaninchen leben in Gruppen; Hasen sind Einzelgänger.